# Українська народна рада в Ясіню
Українська народна рада в Ясіню (пізніше Руська народна рада) — орган самоврядування Гуцульської Республіки, що був скликаний на загальному вічу 8 листопада 1918 року в містечку Ясіня. Рада складалася з найповажніших громадян села, включно з німцями, євреями та угорцями.

## Структура

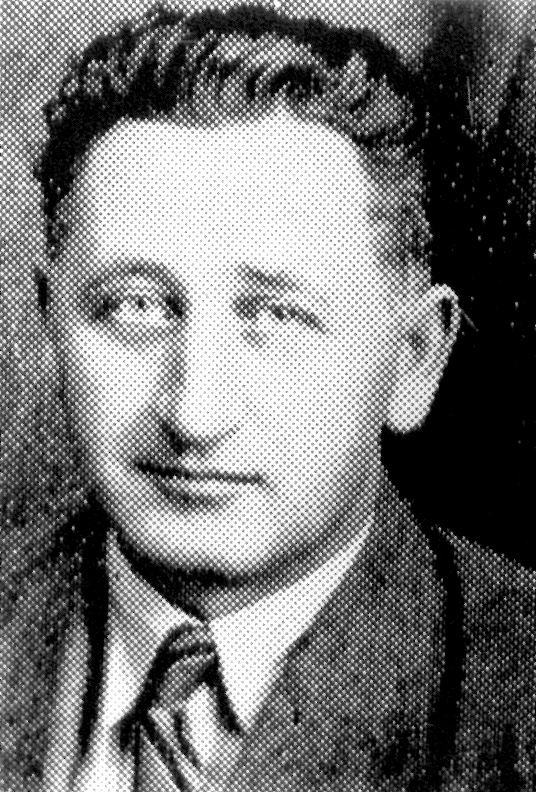
Степан Клочурак

Рада складалася з 42 членів. Головою Ради всенародними зборами обрано Степана Клочурака (молодшого). На першому засіданні було обрано 12-членну Головну управу УНР на чолі з Клочураком, до складу якої, крім нього, увійшли Степан Боднарчук, Юрій Гафіяк, Дмитро Іванюк (староста), Юрій Кабалюк (заступник старости), Василь Климпуш, Степан Клочурак (старший), Іван Ластовецький, Іван Марусяк-Кузьмич, Кирило Рищук, Микола Сабадюк (секретар) та Іван Тимчук. З членів Ради пізніше були створені різні комісії, які щотижня складали управі звіти. Шкільну комісію очолював Іван Пасулька, лісову — Іван Тимчук, комісію лісових робіт — Степан Клочурак (старший), торговельну — Василь Климпуш, харчову — Юра Кабалюк, адміністративну — Дмитро Іванюк, військову — С. Клочурак (мол.).

## Діяльність
На першому засіданні Головної управи було вирішено спорядити уповноважених до Станіслава, щоб передати урядові Західно-Української народної республіки рішення зборів Ясінської УНР про з'єднання з Україною. Делегація, до якої увійшли голова УНР в Ясіню С. Клочурак (мол.) і Іван Климпуш, у Станіславі мали зустріч із прем'єр-міністром ЗУНР Сидіром Голубовичем. Результат зустрічі відрізнявся від очікуваного – з огляду на несприятливу ситуацію на польсько-українському фронті ЗУНР була не спроможною надати Закарпаттю військову допомогу, акценти зроблено на потребу пропагування усамостійнення Закарпатті від Угорщини і в Україні, і в Європі. Для цього при уряді ЗУНР створено Секцію пропаганди для угро-русинів, яка мала постачати на Закарпаття українську літературу та шкільні підручники. До складу Секції увійшов і Ст. Клочурак. 

## Наслідки постання ради. Підтримка Злуки
За зразком ясінської Української народної ради були засновані аналогічні ради майже в усіх селах Гуцульщини, а також у Марамороському Сиґоті, Ізі та ін. населених пунктах, які на початках підтримували ідею приєднання Закарпаття до України. 
Уряд Угорщини натомість створив в Будапешті проугорську Русску народну раду, яка скликала на 10 грудня 1918 р. до Будапешта з'їзд делегатів з цілого Закарпаття. На з'їзді планувалося ухвалити проект „вічного” співжиття русинів у „братньому союзі” з угорцями, який відпрацьовував новоіменований міністр у справах русинів о. Орест Сабов. Серед 500 делегатів з’їзду вісім осіб було і від ясінських гуцулів на чолі з Клочураком. Саме його виступ, в якому він зокрема зазначив, що «хто з нас любить свій народ, його своєрідну культуру, його звичаї й віру та хоче йому до кінця життя вірно служити і не хоче його запродати, той повинен це місце з огидою покинути», зірвав завершення з’їзду і розпочав підготовку до Загального собору всіх русинів, живучих в Угорщині, на 21 січня 1919 р. у Хусті. 
Перед цим 18 грудня 1918 р. в Сиґоті було засновано Марамороську Руську (Українську) Народну Раду (голова — Юліян Бращайко, заступник — Августин Штефан), членом проводу якої став і Клочурак. Присяга її членами складалася на синьо-жовтому прапорі. З ініціативи Клочурака в кожному селі Мараморощини було запропоновано зорганізувати місцеву озброєну міліцію при раді цього села. Угорщина на противагу вводила свої залоги в населені пункти і під кінець 1918 р. почала контролювати і Ясіня. 
2 січня 1919 р. у Станіславі відбулося урочисте засідання Народної Ради Західної України, на якому проголошено об'єднання ЗУНР і УНР. У засіданні брала участь і делегація від Закарпаття (Клочурак, Євген Пуза, Іван Климпуш). Відбулися її зустрічі з Головою ЗУНР Євгеном Петрушевичем і державним секретарем народної оборони ЗУНР Дмитром Вітовським. Керманичі ЗУНР запропонували закарпатцям опанувати владою в одному районі, називалася Гуцульщина з центром у Ясіню, і поступово її ширити. Для операції ЗУНР погодилася виділити військовий загін під виглядом добровольців. 
Під час Різдвяної коляди 6-7 січня 1919 р. активу Української народної ради в Ясіню вдалося приховано зібрати 86 озброєних гуцулів і долучити 23 старшини та вояки УГА. Цей 109-членний загін в ніч на 8 січня роззброїв угорську залогу (620 вояків), захопив прикордонну поліцію, залізничну станцію, пошту і всі установи в селі.

## Визвольний похід
8 січня УНР в Ясіню проголосила самостійну Гуцульську Республіку, а 10 січня опублікувала звернення до русинів Закарпаття, в якому, посилаючись на принципи американського президента Вільсона про самовизначення народів, закликала закарпатських русинів до збройного повстання проти угорських окупантів. 
Впродовж 13-17 січня військо Гуцульської Республіки здійснило похід на Марамороський Сиґіт, спочатку опанувавши ним, але пізніше здавши румунському війську. 
Після поразки в Сиґітській Коморі УНР в Ясіню продовжувала свою діяльність і через кілька днів до Гуцульської Республіки приєдналися села Кваси, Білин та Богдан на прохання місцевих Рад. 
В резолюції з'їзду делегатів Угорської Русі та Пряшівщини у Хусті 21 січня 1919. значиться, що ці всенародні збори угорських русинів-українців фіксують єдність всіх русинів-українців з комітатів: Мармарош, Угоча, Берег, Унг, Земплін, Шариш, Спиш, Абауй-Торна і декларують прилучення цих земель до соборної України

## Вимушена зміна зовнішньо-політичного орієнтування
Припинила існувати УНР в Ясіню 11 червня 1919 р., коли із Сиґоту до Ясіня прибув спеціальний румунський військовий загін, ухваливши свій останній меморандум до Центральної Руської Народної Ради в Ужгороді з проханням прилучення і Мараморощини до Чехо-Словаччини.